# Nelson Carrera
Nelson Carrera (* 3. Mai 1961 in Angola) ist ein  Rock ’n’ Roll/Rockabilly-Musiker aus Portugal.

## Leben
Nach seiner Kindheit in der damaligen portugiesischen Kolonie Angola zog er, nach der Nelkenrevolution 1974 und der folgenden Unabhängigkeit der Kolonien, mit seiner Familie nach Frankreich, wo sie fortan in Nogent-sur-Marne lebten. Als Jugendlicher hatte er mit 10 Jahren bereits angefangen, sich für Rock ’n’ Roll zu interessieren, nachdem ihn sein älterer Bruder mit der Musik von Gene Vincent und Joe Clay bekannt machte. Carrera begann in der Folge Schallplatten zu sammeln, von Eddie Cochran, Buddy Holly, Bill Haley, Elvis Presley, und vielen unbekannten Musikern. In Frankreich angekommen, intensivierte er sein Interesse an R´n´R.
Ab 1978 trat er öffentlich in Frankreich auf (u. a. 1979 im Pariser Golf Drouot-Club). Ab den frühen 80er Jahren begann Carrera, selbst Stücke zu schreiben, ausschließlich in Englisch. Er lebte 25 Jahre in Frankreich und war ein Teil der dortigen R´n´R/Rockabilly-Szene, als Kopf verschiedener Bands, so der Winkle Pickers (1978–1980) und der Hooligans (Januar 1981 – März 1982). 1983 nahm er seine erste Schallplatte auf, eine EP mit vier Stücken, darunter das selbstgeschriebene Rock´n´Roll School. Die EP erschien auf dem Savas Iguane Label, welches u. a. die Gene Vincent live in Switzerland-EP veröffentlicht hatte. Mit Unterstützung des ehemaligen Vince-Taylor-Managers Jean 'Charles' Smaine nahmen seine internationalen Auftritte danach zu, so auch in Deutschland und der Schweiz, den Benelux-Ländern, Skandinavien, und im Vereinigten Königreich.
1987 trat er mit einer neuen Band auf (The Hornets), und eine weitere EP erschien, Modern Robin Hood, auf dem Carioca Label. Zwei Stücke davon erschienen, unter dem Namen Alley Cats, auf einem Rock Frenzy-Compilation-Album 1989. In den Jahren 1989–1990 trat er im Pariser Bataclan auf, im Crazy Beat Club mit King Pleasure and Biscuit Boys in Bad Säckingen, und in La Ferté-Macé mit Malcolm Yelvington. Nach einem letzten Auftritt mit seinen Alley Cats in Spanien heiratete Carrera und zog im Sommer 1992 in das portugiesische Seebad Figueira da Foz, wo er Vater wurde und im dortigen Casino Figueira eine Anstellung als Veranstaltungstechniker annahm.
1996 erschien im Rock Therapy Magazine von Carlos Diaz (El Toro Records) ein Artikel über Carrera, ebenso in anderen Musik-Magazinen, so im französischen Thundersound, dem norwegischen Rock, dem niederländischen Boppin Around, dem italienischen Jamboree, und auch dem deutschen Rockin´ 50s. Nachdem Carrera keine stabile Gruppe mit guten Musikern formieren konnte, nahm er 2001 in Paris ein Album auf, Everybody´s Rockin´ with Nelson Carrera, das er auf Smaines Tiger Records Label veröffentlichte. 2004 trat er erstmals wieder in der Rockabilly-Szene auf, im französischen Colmar als Headliner mit seiner neuen Backing-Band The Hot Rocks. Das Konzert wurde als DVD und CD veröffentlicht, ohne jedoch kommerziell vertrieben worden zu sein. Ein eigenes Album mit den Hot Rocks, Something to remember erschien auf dem Chupeta Label 2005.
2006 trat er auf dem ersten reinen Rockabilly-Festival in Portugal auf, dem Great Shakin´Fever in Porto. 2010 veröffentlichte er ein neues Album, zusammen mit der portugiesischen Rockabilly-Band The Dixie Boys. Es wurde in Presse, Radio und Fernsehen vorgestellt, darunter ein Auftritt in der populären Sendung Praça da Alegria des ersten Kanals der RTP, und ein Live-Auftritt mit den Dixie Boys beim Fernsehsender TVI. 2013 veröffentlichte das norddeutsche Label Tessy Records in Zusammenarbeit mit dem britischen Label Rhythm Bomb Records das teils in Frankreich, teils in Portugal aufgenommene Album Love is a trap!.
Carrera tritt gelegentlich für Wohltätigkeitsveranstaltungen in seinem Wohnort Figueira da Foz auf, aber auch auf internationalen Rockabilly-Veranstaltungen.
2014 zog Carrera wieder nach Frankreich und gründete eine neue Band, die Scoundrels. Aufgrund des großen Erfolges des letzten Albums ist er wieder auf zahlreichen Festivals in Frankreich und dem benachbarten Ausland zu finden. Mit der neuen Formation hat er 2015 die EP Doggone Blue als Rockabilly Trio ohne Drummer aufgenommen, die bei Tessy Records erschien. Ende 2016 folgte als Quartett im authentischen Rockabilly Sound das Album Partners in Crime mit ausschließlich selbstgeschriebenen Songs.

## Diskografie

### Singles & EPs
- 1983: Nelson Carrera sings
- 1987: The Modern Robin Hood (Nelson Carrera and the Hooligans)
- 2012: My Baby Only Wants To Rock
- 2015:  Doggone Blue (Nelson Carrera & the Scoundrels)

### Alben
- 2001: Everybody´s Rockin´
- 2005: Something to remember (Nelson Carrera & the Hot Rocks)
- 2011: Boogeyman Boogie (Nelson Carrera & the Dixie Boys)
- 2013: Love is a trap!
- 2016: Partners in Crime (Nelson Carrera & the Scoundrels)

### Kompilationen
- 1989: Rock Frenesie (2 Songs, als Alley Cats)
- 1990: 90´s aux amateur (1 Song, als Cool Cats)
- 2005: Frenchies but Goodies (2 Songs)
- 2007: Rockin´ around Portugal
- 2011: The French Rockabilly Scene, vol.2 (1 Song)